# 草仮名
草仮名（そうがな）は、万葉仮名から平仮名への移行段階に表れたかなの一種である。

## 万葉仮名と草仮名と平仮名の比較
万葉仮名は『古事記』（712年）、『日本書紀』（720年）、および『万葉集』（8世紀後半）などに見られる表記法である。すでに使われていた漢字（真名）を表音文字として使う方法で、仮借の一種である。書体は楷書体か行書体である。ただし、『万葉集』とほぼ同時代の正倉院万葉仮名文書（762年以前）は行書体を基調とする万葉仮名で書かれているものの、大陸中央と異なった辺縁的、つまり日本式と見なしうる非一般的な筆順や字体を伴った崩し字がすでに現れており、草仮名への変化の兆しをすでに見ることができる。
約100年ほど時代を下った藤原有年申文（867年）では、漢語の語彙は王羲之をモデルとする高水準な大陸中央の書き方による行書体で書かれており、一方でその他の部分は大きく崩れた草書体を用いて区別して書き分けられている。この後者において草仮名の成立を見ることができる。
伝小野道風筆『秋萩帖』（10世紀から11世紀）は草仮名の名品として美術的価値が高い上、平仮名への変遷途上の仮名の姿態を伝える歴史的資料としても貴重なものである。ここに見られる漢字の草書体の崩し字法が仮名全般に及んだ時、平仮名が生まれた。平仮名は漢字の草書体を起源としながらも、もはや元の字体に立ち返ることができないまでに崩しを進めたのちに定着したものであり、このことは日本語独自の表音文字体系の成立過程の特徴をなしている。